# からくりキッズ
からくりキッズは、2002年1月に大同(現:ビスティ)から発売された、日本の伝統舞台芸術歌舞伎をモチーフにしたパチンコ機のシリーズ名。
CRからくりキッズSPとCRからくりキッズSR、からくりキッズDXの3機種がある。

## 概要
液晶型のデジパチ。歌舞伎役者たちが舞台上で演技を披露する様子がリーチ演出などで再現されている。
予告アクション中は黒子が重要な役割を果たすものが多い。黒子が出現することで演出信頼度に大きく影響を与える点が本機の特徴の一つである。
CR機2種は確変搭載タイプで、一から十二までの大当たり図柄のうち、奇数で揃えば1万回転の確変に突入する。現金機の「DX」は、揃った図柄によって時短回数が異なっている。
多種多様な遊びを可能にした二段ステージを搭載している点も本機の特徴の一つである。

## スペック
- CRからくりキッズSP[2]
  - 賞球数 5&10&15
  - 大当たり最高継続 15R（10カウント）
  - 大当たり確率 1/315.5
  - 確変中大当たり確率　1/63.1
  - 確変突入率　1/2
- CRからくりキッズSR
  - 賞球数 5&15&14
  - 大当たり最高継続 15R（10カウント）
  - 大当たり確率 1/315.5
  - 確変中大当たり確率　1/63.1
  - 確変突入率　1/2
- からくりキッズDX[3]
  - 賞球数 5&10&13
  - 大当たり最高継続 16R（10カウント）
  - 大当たり確率 1/224.5
  - 時短回数

一･三･五･七･九･十一　 180回
二･四･六･八･十･十二　 50回

## 図柄
確変図柄
- 一
- 三
- 五
- 七
- 九
- 十一

通常図柄
- 二
- 四
- 六
- 八
- 十
- 十二

## 演出
予告アクション
- 滑り予告

図柄を高速回転させて滑らせる予告。リーチに発展したらチャンスとなる。
- 黒子走り予告

黒子がステージを走って図柄をめくってリーチをかける予告。
- 押し戻し予告

2人の黒子が左右の図柄を押し戻す予告。リーチに発展すれば期待度はアップする。
- 桜吹雪予告

変動中に桜吹雪が舞ったら「千本桜り〜ち」発展のチャンスとなる。
- 横回転予告

通常の縦回転ではなく、図柄が横に回転する予告。
- 鳥予告

鳥が飛んできて、木にとまると100%リーチに発展する。
- 黒子群予告

変動開始と同時に画面上から黒子が群れで出現する激アツ予告。出現した時点で大当たり期待度が大幅にアップする。
赤子が降ってくる大当たり確定のプレミアムパターンもある。

リーチアクション
リーチ時に黒子が拍子木を持って現れると、スーパーリーチのいずれかに発展する。黒子が現れない場合は「の〜まる」か「おっとっと」のいずれかに発展する。
- の〜まるり〜ち

最も期待度の低いリーチアクション。
- おっとっとり〜ち

ノーマルリーチハズレ後に弁慶が登場して、図柄を右左にスクロールさせる。
- しばらくり〜ち

黒子が鳥居の舞台をセットすれば「しばらくり〜ち」に発展。景政が登場し、図柄を切り裂きダブルリーチとなる。
ハズれても再び景政が現れれば、トリプルリーチに発展し、期待度もアップする。
- 千本桜り〜ち

黒子が桜の舞台をセットすれば「千本桜り〜ち」に発展。義経の笛と静御前の鼓に合わせ、白ギツネの源九郎が舞い降りる図柄を咥える。
1度目でハズれても、2回･3回と繰り返せば期待度もアップする。
- 連獅子り〜ち

黒子が岩の舞台をセットすれば「連獅子り〜ち」に発展。白連獅子が登場し、長い髪の毛で図柄をなぎ払い大当たりを狙う。ハズれても赤連獅子が現れれば、激アツの「す〜ぱ〜連獅子り〜ち」に発展する。
す〜ぱ〜連獅子り〜ちは白連獅子と赤連獅子が共演し、大当たり図柄を狙う。
- からくりチャンス

左中図柄に対して右図柄が−1コマで停止すると突入することがある。からくりチャンスに突入すると「す〜ぱ〜連獅子り〜ち」へと発展する。

再抽選アクション
大当たり後に、再抽選演出が発生すれば無条件で確変昇格が確定する。